# 제15회 서울 국제 만화 애니메이션 페스티벌
제15회 서울 국제 만화 애니메이션 페스티벌은 2011년 7월 20일에 열린 시상식이다.

## 수상 및 후보

### 장편 - 심사위원 특별상
- 소중한 날의 꿈 - 안재훈 수상

### 경쟁단편부문
- 일루셔니스트 - 실뱅 쇼메 수상
- 초코초코 대작전 - 하마나 타카유키
- 토마스와 친구들 - 극장판 3 - 그렉 티어난
- 하늘의 노래 - 마티 꾸뜨

### 경쟁단편 - 학생부문
- 소년과 야수 - 요하네스 베일란트 수상
- 구두장이 - 다비드 도텔 외 1명
- 더 그루팔로 - 막스 랑 외 1명
- 나는 동그래 - 마리오 아담슨
- 날 두려워 말아요 - 말리카 위타케
- 등불 - 스케가와 유타
- 뚱보소녀 2 - 허 웨이펑
- 레일 - 명배영
- 루미나리스 - 후안 파블로 자라멜라
- 루비카 - 차오 마 외 7명
- Les Journaux De Lipsett - 테오도르 위셰브
- 문 앞에 눈먼 타켓 - 단 스프라위에츠
- 뮤즈 - 넬슨'블로그' 칼리귀아 주니어
- 미스 데이지 커터 - 라엔 산체스
- 바람의 이야기 - 클라우디오 조르다오 외 1명
- L inventeur - 게리 푸치 외 6명
- 버드보이 - 페드로 리베로
- 봄이니까 - 박생기
- 엔 엘 인솜니오 - 호세 엔젤 알라욘
- 비센타 - 샘 오티 마르티
- 빅 뱅 빅 붐 - 블루
- 사랑에 빠진 초코씨 - 페트르 마렉
- 소극장; 양배추의 미네랄에 대한 오마주 - 스테파니 더들리
- 수퍼 만두 vs 초밥맨 - 순 하이펑
- 식빵고양이 - 조혜승
- 신발 - 치차오 마오
- 아마조니아 - 샘 첸
- 아침 산책 - 그랜트 오처드
- 아폴로 - 펠릭스 괴네르트
- 안경잡이 - 장 클로드 로젝
- 야메메 - 수 춘수
- 시간을 훔치는 시계 - 아이작 킹
- La Tranchee - 클로드 클로티어
- 카보베르데로의 여행 - 호세 미구엘 리베이로
- 크로우 거리의 봄 - 에드먼즈 얀손
- 하트 - 오수형
- 헷갈리면 곤란한 것들 - 요스트 리우마
- 서커스 호랑이 - 야니스 시메르마니스
- 버터플라이 드림 - 운하 장

### 경쟁 시카프 쇼케이스 부문
- 매터 피셔 - 데이빗 프로서 수상
- 46 cm - 테레사 반디니 외 3명
- 룸 - 일리야 브룬크
- 공작의 눈 - 겔란도 인푸소
- 스윙 - 쿠오팅
- 그림자 - 로레다나 에르베타 외 2명
- 기둥 - 모하마드 하바드 가셈포어
- 깐깐한 페터 - 마틴 슈미트
- 나쁜 아이 - 이기쁨
- 남자는 울지 않았다 - 문형일
- 논리적 신화 - 제시카 앙브봉 외 4명
- 놀이친구 - 율리아 포차브스카야
- 스노우플레이크 앤 캐럿츠 - 사만다 레리체-지오넷
- 동물의 왕국 - 닐스 헤딩어
- 라이카 - 에브고스타 주렐리디
- 러닝 에그 - 배현진
- 장의사가 온다 - 보 메손
- 모빌 - 베레나 펠스
- 목도리 - 카리나 가지조바
- 온 더 워터 - 이 자오
- 물가에서 - 토마소 데 상티스
- 바로 집 가까이에 - 아낫 코스티
- 밤의 손님 - 프란치스카 바흐마이어
- 비둘기와 화가 - 파비앙 고우
- 사랑의 까페 - 차이 윤치에
- 얼론 - 이용선
- 에덴의 옆집 - 김현아 외 2명
- 엘프 - 에티엔느 아벨레 외 3명
- 이글맨 스택 - 마이클 프리즈
- 자전거 바퀴, 반창고 그리고 사탕 - 마리아 메델
- 작은 즐거움 - 마농 귀샤르
- Zbigniev's Cupboard - 막달레나 오싱스카
- 지하철 소녀 - 에티앙 귀욜
- 코피루왁 - 한지원
- 톱니바퀴 언덕의 섬 - 첸 신한
- Tinano - 유승철
- 플라토 - 레오나르 코엥
- 해피버스데이 - 이승민
- 햄버거의 습격 - 폴 알렉상드르 외 4명
- 흰 머리 - 타케타 유카

### 경쟁인터넷애니메이션부문
- 마샤와 곰 - 겨울잠 - 올렉 쿠조브코프 수상
- 갤럭시 히어로즈 - 굿바이 버드 - 롱 지앙
- 골판지 소년 도두 - 조제 미구엘 히베이로
- 공주님의 그림 - 클라우스 모프쉬호이저 외 1명
- 꼬마 마법사 트리톤 - 마크 리바 외 1명
- 꼬마버스 타요 - 신창환
- 네모네모 숲 - 키티의 꽃 - 마리아 호바스
- 넬리 와 시저 - 발레르 롬멜
- 니키와 푸치푸치 - 요가 - 수레시 에리야트
- 더 지스 - 빅터 물랭
- 도기 파라다이스 - 최철영
- 뚝딱뚝딱 밥 아저씨 - 잠 못드는 스크래치 - 폴 사벨라
- 리타와 아무개 - 타카기 준 외 1명
- 마샤와 곰 - 만남 - 데니스 체르비아토프
- 멍크 - 김영철 외 1명
- 방앗간 농장 - 트레버 하디
- 병아리 친구들 - 쿵푸 치킨 - 장-뤽 프랑수아
- 샘샘 - 메가 지노 - 탕기 드 케르멜
- 서랍장 요정 - 키세 카즈치카
- 슬로우 모션의 호레이스 - 루크 제레비시우스
- 안아줘요 무무 - 우는 아기 보보 - 킴 창
- 에마와 귀 - 누노 비토
- 장난감들의 경기 - 브뤼노 콜레
- 칼과 친구들 - 타카기 준
- 태양 이야기 - 셀린 데루모 외 1명
- 헝가리 전래동화 - 가난한 남자와 개 - 마리아 호바스
- 헝가리 전래동화 - 비단 초원 - 라조스 나기
- 환상의 중국 여행 - 이자벨 르노블

### 시카프의 시선
- 바다거북의 노래 - 유발 나단 외 1명 수상
- EA 앨리스 '광기의 귀환' 3부작 - 리 트리윅 외 2명
- MCL 레스토랑 & 베이커리 '가족' - 토드 햄커 외 1명
- MCL 레스토랑 '누들' - 토드 햄커 외 1명
- YMCA - 공동체는 어디로? - 아이작 킹
- 가끔 별들은 - 아리 깁슨 외 1명
- 가보 Henkel - 우창환
- 검객: 대나무 숲 - 왕 샤오
- 검객: 동방신기 - 왕 샤오
- 고릴라즈 ' 멜랑콜리한 언덕에서' - 제이미 휴렛 외 1명
- 과녁을 맞추자! 스포츠 윤리 십계명 - 알리세 코르씨니 외 7명
- 국립민속박물관 6.25특별전 '굳세어라 금순아' - 정광근
- 금빛 음료 이야기 - 수레시 에리야트
- 녹색효과 - 나비 - 아이작 킹
- 디아 - 몸 밖으로 - 줄리언 그레이
- 디아 - 뮤지컬 - 줄리언 그레이
- 리버 투 리버 인도 영화제 홍보영상 - 슈레시 에리야트
- 무슈 윌리암 - 패트리시아 스트루
- 서프라이더 재단 '플라스틱 위로' - 애런 소렌슨
- 슈웹스 - 사이즈 - 수레시 에리야트
- 슬로피 조 PSA - 오프닝 영상 - 김소연
- 신한 금융투자 PR - Shinhan Investment Corp. PR
- 야생의 법칙 - 플로리안 바우만
- 오타와 국제 애니메이션 영화제 홍보영상 - 줄리언 그레이
- 우샤 재봉틀 - 수레시 에리야트
- 우유를 마시자 1 - 필립 블렌처드 외 2명
- 우유를 마시자 2 - 스티브 엔젤 외 2명
- 우유를 마시자 3 - 스티브 엔젤 외 2명
- 작은 고양이 - 정지숙
- 존과 로이 - 총을 구하자 - 제시 대비지
- 철학고양이 요루바 - 오프닝 애니메이션 - 김근영
- 치리오스 - 모양들 - 스티브 엔젤
- 카페인 - 다나에 디아즈 외 1명
- 크리에이션 뮤지움 - 방주 - 토드 햄커 외 1명
- 토도 & 페트루 - CRCR
- 토크리 트레일러 - 수레시 에리야트
- 프리토 레이 '그리고 거기엔 살사가 있었지' - 니콜라스 와이글
- 프리토 레이 '불꽃과 환상의 홍수' - 니콜라스 와이글
- 플랜터스 '알레한드로' - 마크 구스타프슨
- 플랜터스 '연말 파티' - 마크 구스타프슨
- 플랜터스 '철목삼종경기' - 마크 구스타프슨
- 해상왕 장보고 - 우창환
- 해피 캠퍼 - 되는 게 없는 인생 - 요프 로헤베인 외 2명
- 호랑이를 지켜줘 - 게임 - 수레시 에리야트
- 호랑이를 지켜줘 - 낙원 - 수레시 에리야트
- 호반도시 - 비 - 덩 보홍
- 호반도시 - 숨 - 덩 보홍
- 환타 물속세계 - 노민트 모션 디자인

### 시카프 패밀리
- 2012 - 롤랜드 에머리히
- 애벌레의 연금 생활 - 필립 엥스트롬
- UPS 글래디에이터 - 에벤 미어스
- 룸 - 얀 비처
- El Empleo - 산티아고 그라소
- 더 원더 호스피털 - 베옴식 심
- 디제이 히어로 - 마르코 푸이그
- 라스트 에어벤더 - M. 나이트 샤말란
- 먼지 아이 - 정유미
- 모기 한숨을 쉬다 - 이광욱
- 무림일검의 사생활 - 장형윤
- 무토 - 블루
- 밀크 - 이고르 코발로프
- 밀크 새드 프린세스 - 에벤 미어스
- 바클레이카드 - 롤러코스터 - 니콜라 퓰시
- 백야 제작과정 - 아레브 마노키안
- 이상한 새 - 데니스 퓨러
- Jo Jo In the Stars - Marc Craste
- 볼록이 이야기 - 김진만
- 붉은 토끼 - 에그문트 마이어
- 비밀 혹은 거짓말 - 김예니
- 생명의 빛 - 시바타 다이헤이
- 서브웨이 - 나기용
- 셜록 홈즈 - 가이 리치
- 쇠퇴하는 제국의 시각화 - 페드로 미구엘 크루즈
- 수이렌 - 킴파라 토모야
- 숲 - 다비드 샤르프
- 아바타 - 제임스 카메론
- 아우디 - 지능적인 조립법 - 칼 에릭 린츠
- 아이언맨 2 - 존 파브로
- 아이의 탈선 - 피에르-뤽 그란종
- 야경꾼 - 한태호
- 어쌔신 크리드 2 - 이스트반 조르코치
- 업그레이드 - 아냐 벨키나
- 오버타임 - 우리 애틀랜 외 2명
- 유리병 - 이윤희
- 이상한 나라의 앨리스 - 팀 버튼
- 인생 - 김준기
- 일렉트루스 - 플로리스 카이크
- 일상적인 코스 - 올리비에 바레 외 1명
- 이그지스턴스 - 이명하
- 추억이라 부르는 이름의 노래 - 최진성
- 키슬로보스크로부터의 안부 - 드미트리 겔러
- 페르시아의 왕자: 시간의 모래 - 마이크 뉴웰
- 포피 - 제임스 커닝햄
- 까칠한 자매 - 루이스 쿡
- 하모닉스 '비틀즈 락밴드' - 피트 캔디랜드
- 하얀 늑대 - 피에르-뤽 그란종
- 그랜마 - 조성연
- 해피 엔딩으로 끝나는 슬픈 이야기 - 레지나 페소아

### 시카프 초이스
- 거대한 붉은 수탉 - 시 후이
- 까마귀 이야기 - 우 차오
- 시계태엽 수탉 - 첸 시 외 1명
- 십자파 주막의 결투 - 루 지앙윤 외 1명
- 아날로그에서 디지털 시대까지, 인도네시아 애니메이션 - 고토 프라코사
- 약속 - 팽경정
- 홍이누님 - 장 공
- 인생의 맛 - 현소영

### 시카프 온라인
- [[…그리고 ●[점, 점, 점 그리고 아주 큰 점]]] - 손혜영
- 낚시하는 아빠 - 조민지 외 2명
- 넘버 1009 - 이승민
- 다트 - 조성빈 외 1명
- 두 남자 이야기 - 김병무 외 6명
- 또또와 유령 친구들 - 이춘만
- 라쿠카라차 - 김규리 외 2명
- 맘 - 장욱상
- Birthday Party - 조주상
- 숨바꼭질 - 김소연
- 아빠의 자장가 - 김현경
- 벌레 혐오증 - 홍호철
- One Day - 정민용
- 체브라시카 - 나카무라 마코토
- 파더 앤 시스터 - 김소연
- 파파스토리 - 이범석
- 하이드 앤 식 - 이문주
- 홈키퍼 - 홍대영
- 거기 누구야? - 반다 라이마노바
- 공공예절 - 박한재
- 나갈랜드 여행 - 아디티 치트레
- 나는 홀로코스트 생존자의 아이였다 - 앤 마리 플레밍
- 낙타들 - 박지연
- 눈보라 - 마리아 마우트
- 먹다 - 장승욱
- 바스코 - 세바스찬 로덴바흐
- 바이러스 - 프레드 맨건
- 사이에 - 벤자민 보이 외 3명
- 더 보이 후 원티드 투 비 어 라이온 - 알로이스 디 레오
- 세 갈래 정점 - 플로리안 파로 외 5명
- 스모 호수 - 그렉 홀펠드
- 아마르 - 이사벨 에르구에라
- 약속을 지킨 참새 - 드미트리 겔러
- 올가 - 카이 파넨
- 더 익스터널 월드 - 데이빗 오렐리
- 우울한 각설탕군 이야기 - 최고은
- 의식 - 즈비그뉴 챠플라
- 이달의 사원 - 클레망 코르뉴
- 선데이 - 패트릭 도욘
- 겟 리얼! - 에베르트 데 베이에
- 성냥불과 소녀 - 하시모토 신
- 플러그, 신세계 - 고다 츠네오
- 한 번 더 ! - 타티아나 오크루즈노바 외 4명

### 월드 포커스
- NHK 모두의 노래 - 메뚜기 이야기 - 이토 유이치
- NHK 프티프티 아니메: 냐키! - 16화 『마카로니』 - 이토 유이치
- NHK 프티프티 아니메: 냐키! - 40화 『예술이란?』 - 이토 유이치
- NHK 프티프티 아니메: 냐키! - 4화 『화장지』 - 이토 유이치
- NHK 프티프티 아니메: 냐키! - 8화 『냐키, 커지다』 - 이토 유이치
- 곤충 조련의 마법사들 - 라사 미스키니테 외 4명
- 너는 친구MV - 이토 유이치
- 노래빗츠 미니츠 - 1화 당근 - 이토 유이치
- 노래빗츠 미니츠 - 3화 예술과 스케이트 - 이토 유이치
- 노래빗츠 미니츠 - 4화 해피버스데이 - 이토 유이치
- 동어하초 - 이토 유이치
- - 부분 - 카와모토 키하치로
- 미스터 도넛 TV CM - 구름다리 - 우노 준
- 미스터 도넛 TV CM - 와구와구 - 우노 준
- 블루베리아이 TV CM - 블루블루군의 최신 댄스 - 이토 유이치
- 선스타 Ora2 TV CM - 손질 - 이시이 소이치
- 선스타 Ora2 TV CM - 여인의 행복 - 이토 유미코
- 야쿠르트 신 미루미루 TVCM- 미루미루 타운 아빠의 배 - 이토 유이치
- 야쿠르트 신 미루미루 TVCM- 미루미루 타운 예고 - 이토 유이치
- 에도의 환등기 오프닝 영상 - 이토 유이치
- 옛날옛적에 월트 디즈니는: 디즈니 미술의 원천 - 사뮈엘 두
- 입체 하이비전 The Box 영어판 - 이토 유이치
- 지브리 창작의 비밀: 미야자키 하야오와 신인감독 갈등의 400일 - 호소다 나오키
- 크로아상 TV CM - 나카지마 신야
- 항구이야기 - 파일럿 영상 - 이토 유이치
- 후쿠오카 방송 스마일 온에어 FBS - 메리고라운드 스타 - 시지키 테츠로 외 1명
- 후쿠오카 방송 스마일 온에어 FBS - 봄 옷 준비 중(겨울~봄) - 시지키 테츠로 외 1명
- 후쿠오카 방송 스마일 온에어 FBS - 비오는 날에도 합니다(초여름) - 시지키 테츠로 외 1명

### 오픈 프레임
- 가지꺾기 - 가와모토 기하치로
- 귀 - 가와모토 기하치로
- 냉소적인 익살극 - 가와모토 기하치로
- 도성사 - 가와모토 기하치로
- 시인의 생애 - 가와모토 기하치로
- 여행 - 가와모토 기하치로
- 이승 가타쿠 - 가와모토 기하치로
- 자화상 - 가와모토 기하치로
- 잠자는 가시공주 - 가와모토 기하치로